# Louis-Constantin de Rohan
Louis-César-Constantin de Rohan-Guémené-Montbazon (Parigi, 24 marzo 1697 – Parigi, 11 marzo 1779) è stato un cardinale e vescovo cattolico francese, fu membro del potente casato di Rohan.

## Biografia
Louis-César-Constantin de Rohan-Guémené-Montbazon nacque a Parigi il 24 marzo 1697 da Charles III de Rohan-Guéméné, duca di Montbazon, e da Charlotte Élisabeth de Cochefilet. Settimo di tredici figli, era nipote del cardinale Armand I de Rohan-Soubise, vescovo di Strasburgo. Era inoltre un lontano cugino del cardinale Armand II de Rohan-Soubise, vescovo di Strasburgo dal 1749 al 1756. Suo nipote sarà il cardinale Louis-René-Édouard de Rohan-Guéménée, vescovo di Strasburgo dal 1779 al 1801.
Destinato inizialmente alla carriera militare divenne cavaliere di Malta e successivamente intraprese la carriera militare nella marina francese, divenendo capitano nel 1720.
Prescelto poi per intraprendere la carriera ecclesiastica, frequentò l'Università di Parigi, ove ottenne la laurea in diritto canonico. Ordinato sacerdote, divenne canonico del capitolo della cattedrale di Strasburgo. Prevosto maggiore della cattedrale, ottenne nel contempo il posto di abate commendatario dei conventi di Lire e Saint-Epure.
Eletto vescovo di Strasburgo il 23 settembre 1756, venne preconizzato il 3 gennaio 1757 e consacrato il 16 marzo di quell'anno nella cattedrale di Parigi dal cardinale Frédéric-Jérôme de La Rochefoucauld, arcivescovo di Bourges.
Clemente XIII lo creò cardinale presbitero nel concistoro del 23 novembre 1761 e fu lo stesso pontefice il 27 novembre di quell'anno a fargli avere la berretta cardinalizia, in quanto egli non si era recato ancora a Roma per ricevere la consacrazione, gesto che non compì mai e pertanto non ricevette mai il titolo cardinalizio. Partecipò ad ogni modo al conclave del 1769 che elesse papa Clemente XIV, ma non prese parte a quello del 1774-1775 che elesse Pio VI.
Morì a Parigi, nel suo palazzo di rue de Varenne, alle 4 del mattino dell'11 marzo 1779. La sua salma venne esposta e sepolta nella cattedrale di Strasburgo, ove ebbero luogo anche i funerali, celebrati da suo nipote Ferdinand-Maximilien-Mériadec de Rohan-Guémené, arcivescovo di Bordeaux.

## Genealogia episcopale e successione apostolica
La genealogia episcopale è:
- Cardinale Scipione Rebiba
- Cardinale Giulio Antonio Santori
- Cardinale Girolamo Bernerio, O.P.
- Arcivescovo Galeazzo Sanvitale
- Cardinale Ludovico Ludovisi
- Cardinale Luigi Caetani
- Vescovo Giovanni Battista Scanaroli
- Cardinale Antonio Barberini, O.S.Io.Hieros.
- Arcivescovo Charles-Maurice Le Tellier
- Arcivescovo Jean-Baptiste-Michel Colbert de Saint-Pouange
- Vescovo Olivier Jégou de Kervilio
- Arcivescovo Louis de La Vergne-Montenard de Tressan
- Cardinale Frédéric-Jérôme de La Rochefoucauld
- Cardinale Louis-César-Constantin de Rohan-Guémené-Montbazon

La successione apostolica è:
- Vescovo Toussaint Duvernin (1757)

## Ascendenza
|                                      |                         |                              | Genitori                       |  |  | Nonni |  |  | Bisnonni                       |  |  | Trisnonni            |  |
|                                      |                         |                              |                                |  |  |       |  |  | 8. Louis VIII de Rohan-Guéméné |  |  | 16. Hercule de Rohan |  |
|                                      |                         |                              |                                |  |  |       |  |  | 8. Louis VIII de Rohan-Guéméné |  |  | 16. Hercule de Rohan |  |
|                                      |                         | 17. Madeleine de Lenoncourt  |                                |  |  |       |  |  | 8. Louis VIII de Rohan-Guéméné |  |  |                      |  |
| 4. Charles II de Rohan-Guéméné       |                         |                              |                                |  |  |       |  |  | 8. Louis VIII de Rohan-Guéméné |  |  |                      |  |
|                                      |                         | 9. Anne de Rohan-Guéméné     | 18. Pierre de Rohan-Guéméné    |  |  |       |  |  |                                |  |  |                      |  |
|                                      |                         | 9. Anne de Rohan-Guéméné     | 18. Pierre de Rohan-Guéméné    |  |  |       |  |  |                                |  |  |                      |  |
|                                      |                         | 9. Anne de Rohan-Guéméné     | 19. Madeleine de Rieux         |  |  |       |  |  |                                |  |  |                      |  |
| 2. Charles III de Rohan-Guéméné      |                         | 9. Anne de Rohan-Guéméné     |                                |  |  |       |  |  |                                |  |  |                      |  |
|                                      |                         | 10. Henri de Schomberg       | 20. Gaspard de Schomberg       |  |  |       |  |  |                                |  |  |                      |  |
|                                      |                         | 10. Henri de Schomberg       | 20. Gaspard de Schomberg       |  |  |       |  |  |                                |  |  |                      |  |
|                                      |                         | 10. Henri de Schomberg       | 21. Jeanne de Chastaigner      |  |  |       |  |  |                                |  |  |                      |  |
| 5. Jeanne Armande de Schomberg       |                         | 10. Henri de Schomberg       |                                |  |  |       |  |  |                                |  |  |                      |  |
|                                      |                         | 11. Anne de La Guiche        | 22. Philibert de la Guiche     |  |  |       |  |  |                                |  |  |                      |  |
|                                      |                         | 11. Anne de La Guiche        | 22. Philibert de la Guiche     |  |  |       |  |  |                                |  |  |                      |  |
|                                      |                         | 11. Anne de La Guiche        | 23. Antoinette Daillon du Lude |  |  |       |  |  |                                |  |  |                      |  |
| 1. Louis-Constantin de Rohan         |                         | 11. Anne de La Guiche        |                                |  |  |       |  |  |                                |  |  |                      |  |
|                                      | 12. André de Cochefilet | 24. Jacques de Cochefilet    |                                |  |  |       |  |  |                                |  |  |                      |  |
|                                      | 12. André de Cochefilet | 24. Jacques de Cochefilet    |                                |  |  |       |  |  |                                |  |  |                      |  |
|                                      | 12. André de Cochefilet | 25. Marie Arbaleste          |                                |  |  |       |  |  |                                |  |  |                      |  |
| 6. Charles de Cochefilet             | 12. André de Cochefilet |                              |                                |  |  |       |  |  |                                |  |  |                      |  |
|                                      |                         | 13. Élisabeth de L'Aubespine | 26. Guillaume de L'Aubespine   |  |  |       |  |  |                                |  |  |                      |  |
|                                      |                         | 13. Élisabeth de L'Aubespine | 26. Guillaume de L'Aubespine   |  |  |       |  |  |                                |  |  |                      |  |
|                                      |                         | 13. Élisabeth de L'Aubespine | 27. Marie de La Châtre         |  |  |       |  |  |                                |  |  |                      |  |
| 3. Charlotte Élisabeth de Cochefilet |                         | 13. Élisabeth de L'Aubespine |                                |  |  |       |  |  |                                |  |  |                      |  |
|                                      |                         | 14. Robert Aubéry            | 28. Claude Aubéry              |  |  |       |  |  |                                |  |  |                      |  |
|                                      |                         | 14. Robert Aubéry            | 28. Claude Aubéry              |  |  |       |  |  |                                |  |  |                      |  |
|                                      |                         | 14. Robert Aubéry            | 29. Catherine Vivien           |  |  |       |  |  |                                |  |  |                      |  |
| 7. Françoise Angélique Aubéry        |                         | 14. Robert Aubéry            |                                |  |  |       |  |  |                                |  |  |                      |  |
|                                      |                         | 15. Claude de Prestreval     | 30. Nicolas de Préteval        |  |  |       |  |  |                                |  |  |                      |  |
|                                      |                         | 15. Claude de Prestreval     | 30. Nicolas de Préteval        |  |  |       |  |  |                                |  |  |                      |  |
|                                      |                         | 15. Claude de Prestreval     | 31. Jacqueline de Maricourt    |  |  |       |  |  |                                |  |  |                      |  |
|                                      |                         | 15. Claude de Prestreval     |                                |  |  |       |  |  |                                |  |  |                      |  |

## Stemma
| Image | Stemma |
| ----- | --- |
| \| \| | Louis-César-Constantin de Rohan-Guémené-Montbazon Principe del Sacro Romano Impero, Cardinale, Grand'Elemosiniere di Francia, Commendatore dell'Ordine dello Spirito Santo Inquartato: nel 1° e nel 4° di rosso a una banda d'argento caricata di una banda di verde; nel 2° e nel 3° di rosso alla banda d'argento bordata di dodici fioroni del medesimo (Bassa Alsazia); sul tutto, inquartato: nel 1° e nel 4° di rosso alle catene d'oro poste in orlo, in croce e in diagonale, caricate in cuore di uno smeraldo al naturale (Navarra); nel 2° e nel 3° d'azzurro al giglio d'oro; su tutto partito: nel 1° di rosso a nove losanghe d'oro disposte 3, 3, 3 (Rohan), al 2° ermellinato (Bretagna). Lo scudo, accollato a una croce astile patriarcale d'oro, posta in palo, è timbrato da un cappello con cordoni e nappe di rosso. Le nappe, in numero di trenta, sono disposte quindici per parte, in cinque ordini di 1, 2, 3, 4, 5. Dietro allo scudo sono presenti le insegne da principe del Sacro Romano Impero. |
|       | |